# IPod Classic
iPod Classic je multimediální přehrávač od firmy Apple. Je součástí rodiny iPod. Jde o jediný přehrávač od Applu, který používá jako paměťové médium hard disk a díky tomu dosahuje nejvyšších kapacit. V tuto chvíli jako jediný využívá typické ovládací kolečko "Click Wheel". Má svůj speciální firmware, tedy nepoužívá iOS. Dokáže přehrát jak zvukové, tak i video soubory. Systém obsahuje také hry které ovšem již nelze dále doinstalovávat. Barevný displej se začal používat s příchodem iPodu classic 4. generace a to až v jeho "prémiové" verzi Photo, až do čtvrté generace byl displej monochromatický. Celkem bylo vydáno 6 generací. Poslední (6. generace) se prodávala ve stříbrné a černé variantě. Jde o celkově první iPod, který se začal prodávat již v roce 2001 se sloganem "tisíc skladeb ve tvé kapse". V průběhu, kdy byla 4. generace aktuální z ní vznikly další modely, a to photo a color (přinesli barevný displej, protože 1G − 4G měly černobílý displej). Apple 9. září 2014 přestal iPod classic oficiálně prodávat, bez uvedení přímého nástupce.
iPod 6. generace 160 GB se tak stal iPodem s největším úložištěm v historii, zároveň zde byl naposledy použit 30pinový Apple konektor a ovládací kolečko Click Wheel.

## Technické informace

### Uživatelské rozhraní

Legendární ovládací prvek Click Wheel

iPody s barevným displejem aplikují na zobrazující se text a animace Anti-aliasing - technologii vyhlazující hrany. Všechny iPody mají 5 tlačítek a poslední generace (od 4. výše) mají tyto tlačítka integrovány přímo do ovládacího kolečka Click Wheel. Tlačítka jsou to tyto:
- Menu: pro pohyb o úroveň zpět kdekoli v prostředí, přepínač podsvícení u starších verzí, a pro přímý skok do menu u novějších iPodů
- Center: pro zvolení položky v menu
- Play / Pause: spustí přehrávání nebo ho pozastaví / zastupuje tlačítko pro vypnutí (při podržení)
- Skok dopředu / Rychlé přetáčení dopředu
- Skok dozadu / Rychlé přetáčení dozadu

### Operační systém a firmware
Operační systém iPodu je uložen na vnitřních pamětích k tomu vyhrazených. Dodatečná flash paměť NOR (buď 1 MB nebo 512 KB) obsahuje bootloader, program který říká zařízení aby načetlo operační systém z hlavního úložiště. Každý iPod má 32 MB RAM, ovšem 60 a 80 GB pátá generace a šestá generace mají 64 MB. Část paměti RAM je použita pro udržení načteného operačního systému z firmware, ale většina slouží pro přednačtení skladeb z pevného disku. Když totiž ipod začne otáčet hard diskem, načte najednou zhruba 30 MB z aktuální skladby a skladeb následujících do pěti RAM, tím šetří hodně energie – disk není nutné pro každou skladbu začít otáčet znovu. Existují i "domácké" firmwary jako třeba Rockbox (jen do verze 6 – 6. podporuje emCORE) a iPodLinux (do verze 5).

### Přidané funkce
V březnu roku 2002 přidal Apple funkce známé v té době spíše z PDA: možnost otevírat textové soubory, kontakty a záznamy v kalendáři se daly synchronizovat s počítačem a zobrazit v iPodu.[7] Byly také k dispozici některé vestavěné hry, například Brick (klon Breakout), Parachute, Solitaire, a Music Quiz. Update firmwaru v roce 2006 přinesl několik extra funkcí do 5. generace iPodů jako je nastavitelný jas obrazovky a možnost dostáhnout další hry. 30. září 2011 byly tyto hry odebrány z iTunes store a již není možné je do iPodů instalovat.

## Historie

### 1. generace

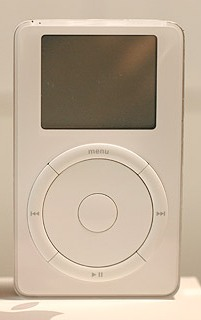
iPod classic 1. generace

Apple uvedl první generaci iPodu (M8541) 23. října 2001, se sloganem "1 000 skladeb ve tvé kapse". První iPod měl černobílý LCD (liquid-crystal display) a obsahoval pevný disk s kapacitou 5 GB na který bylo možno uložit až 1 000 skladeb ve formátu MP3. Ipod se v USA začal prodávat za 399 USD. Hlavní inovace které iPod přinesl byly malé hlavně rozměry dosažené díky použití 1.8 palcového plotnového pevného disku (zatímco jeho konkurenti používali 2.5 palcový pevný disk) a jednoduchá obsluha zařízení která byla vykonávána přes mechanické otočné tlačítko Click Wheel (na rozdíl od ostatních iPodů, kde je kolečko již dotykové), středové tlačítko a čtyři pomocná tlačítka umístěná na okrajích kruhu. iPod sliboval výdrž 10 hodin.
20. března 2002 Apple uvedl 10 a 20GB verzi svého iPodu za 499 USD. Byla přidána kompatibilita s VCard stejně jako schopnost synchronizovat informace z vizitek z počítačů MAC.

### 2. generace

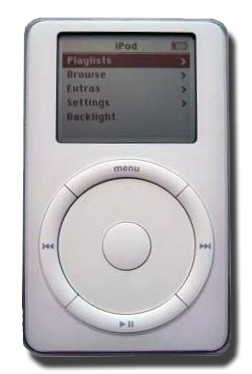
iPod classic 2. generace

Druhá generace iPodu byla uvedena 20. července 2002. Používala stejný styl šasi jako generace první, byl ovšem předělán přepínač zámku tlačítek (hold),FireWire portu byla přidána krytka a mechanický Click Wheel byl nahrazen dotykovým. Přední kryt měl také zakulacené rohy a hrany. 10 GB verze byla k mání za 399 $ a 20 GB verze za 499 $. První 5GB verze iPodu byla stále prodávána, cena byla redukována na 299 $
Druhá generace iPodu a updatovaná první generace také začaly být kompatibilní s Windows. Tyto verze měly v balení FireWire adaptér (4-6 pinový) a také software Musicmatch Jukebox který do iPodů dostával hudbu z Windows. V té době totiž iTunes podporovalo pouze operační systém Mac OS.

V prosinci roku 2002 Apple uvedl první edici iPodů která byla limitovaná. S vygravírovanými podpisy například Madonny, Tony Hawk's nebo No Doubt na zádech. Takový iPod stál o 50 $ více než běžný kus

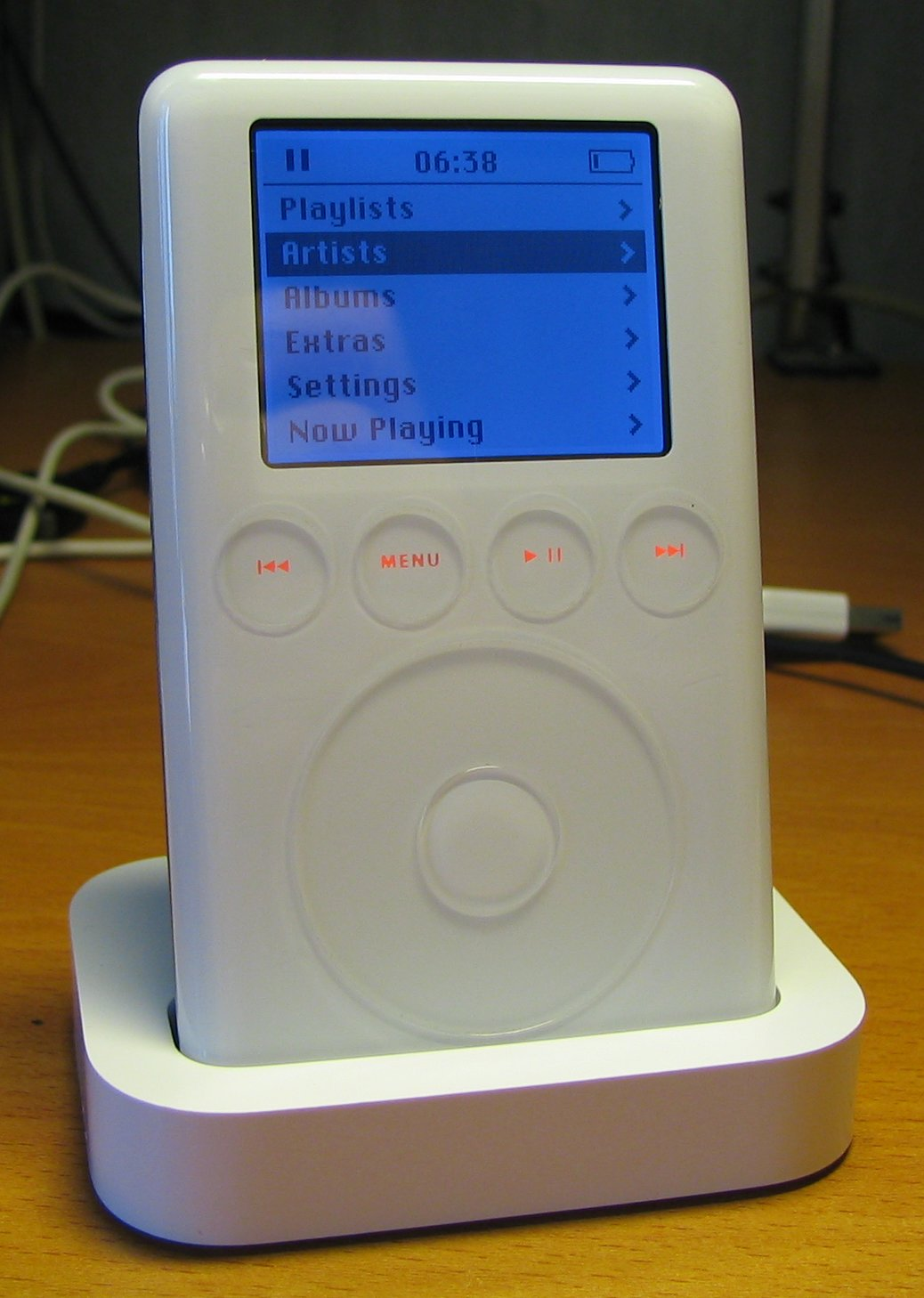
iPod classic 3 generace

### 3. generace
29. dubna 2003 uvedl Apple třetí generaci iPodu s kompletně předělaným designem. Zařízení bylo tenčí než kdy dříve, FireWire port nahrazen klasickým 30pinovým dokovacím Apple konektorem. Apple dokonce u tohoto kusu upustil od běžného Clik Wheelu a nasadil zde jeho předělanou vylepšenou verzi, tzv. Touch Wheel – absolutně nemechanické řešení s tlačítky separovanými a umístěnými pod hlavní displej. Přední kryt měl zakulacené rohy a hrany, zadní kryt byl také trochu zakulacen.
Byl uveden nový konektor pro připojení sluchátek s ovládáním na kabelu. Zatímco první a druhá generace iPodu měla okolo 3.5 mm jacku dodatečný kruh pro připojení sluchátek s ovládáním, 3 generace již má vedle Jacku 4-pinový speciální port. 10 GB model byl prodáván za 299 $, 15 GB model za 399 $ a 30 GB model za 499 $. Všechny iPody jsou od této verze kompatibilní s Windows i Mac OS rovnou po vybalení, opět byl přibalován software Musicmatch Jukebox pro Windows a iTunes pro Macy, pro uživatele Windows ovšem bylo nutné iPod nejprve přeformátovat. Výdrž na baterii se snížila na 8 hodiny, částečně hlavně kvůli použití lithium-ion baterií namísto lithium polymerových.
8. září 2003 byl 15 GB model upgradován na 20 GB, 30GB verze byla vylepšena na 40 GB.
Software Musicmatch Jukebox byl nahrazen iTunes ve verzi 4.1. Jednalo se o první iTunes, které podporovalo operační systém Microsoft Windows.

### 4. generace

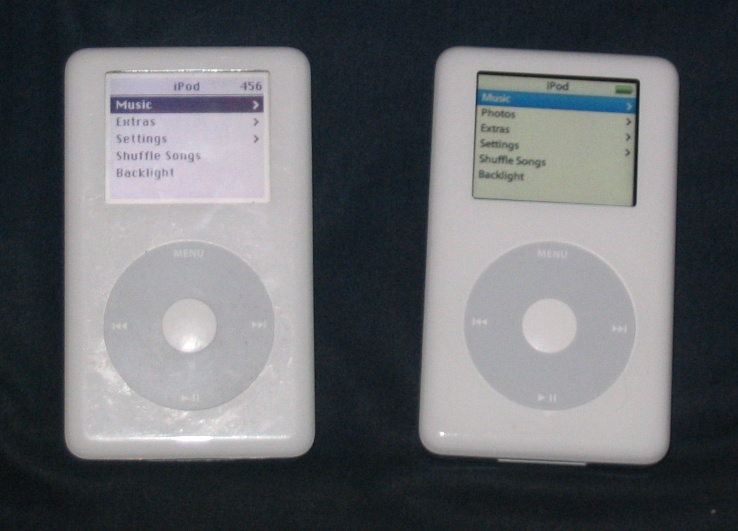
iPody 4. generace

19. června 2004 přichází iPod classic 4. generace který již nemá Touch wheel ze třetí generace, ale opět Click wheel, tentokrát ten z iPod Mini který integruje 4 pomocná tlačítka přímo pod okraje dotykového kolečka. Šasi je opět o něco tenčí. Cena byla snížena a nabídka jednotlivých modelů zjednodušena. 20 GB model byl prodáván za 299 $ a 40 GB za 399 $. U této generace iPodu Apple také začíná omezovat množství příslušenství s ním dodávané. Zatímco doposud bylo k iPodům s vyšší kapacitou bylo standardně dodáváno pouzdro, dock a dálkové ovládání na kabelu, u 40 GB verze iPodu 4. generace ovšem byly v balení přibaleny pouze sluchátka, dock a kabel (FireWire/USB) určený k datovým přenosům a nabíjení. Tento iPod také kromě Click Wheelu z iPodu mini používal i jeho některé další obvody a byl energeticky velmi úsporný – na baterii udával 12 hodin i přesto, že používal stejnou baterii jako jeho předchůdce.

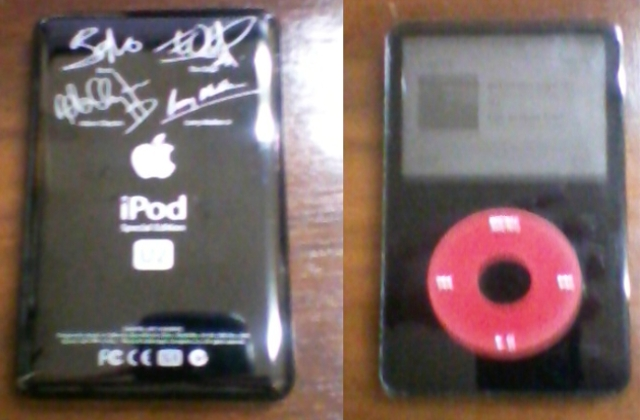
iPod U2 edice

Speciální U2 edice iPodu byla uvedena 26. října 2004 na počest alba How to Dismantle an Atomic Bomb. Přední plastový kryt iPodu této edice byl černý a Click wheel červený. Toto barevné schéma ladilo s barvami nově uvedeného alba. S 20GB místa a s podpisy všech čtyř členů na zádech se iPod edice U2 prodával za 349 $ a navíc obsahoval 50 $ kupon pro kolekci U2 v obchodu  iTunes®. Zákazníci také obdrželi 30minutové exkluzivní video na  iTunes® Music Store.
7. září 2005 byla uvedena speciální edice Harry Potter. Bylo tak učiněno v souvislosti s uvedením audio knih Harry Potter v iTunes® store. Měl na zádech vygravírované logo Bradavic a všech 6 audio knih připravených k poslechu.

#### iPod Photo
Ve stejném čase, kdy byl uveden iPod ve verzi U2, byl zároveň uveden iPod Photo. Představen veřejnosti byl jako prémiová verze iPodu classic 4. generace, největší a hlavní inovací byl LCD barevný displej s rozlišením 220x176 pixelů a se schopností zobrazit až 65 536 barev. iPod podporoval následující formáty fotek a obrázků: JPEG, BMP, GIF, TIFF, a PNG a mohl být připojen k televizi nebo monitoru pro prezentace uložených médií. Udávaná výdrž byla 15 hodin přehrávání hudby nebo 5 hodiny hudby s obrázkovou prezentací. Photo byl k dispozici za 499 $ (40 GB) nebo 599 $ (60 GB)
23. února 2005 byly oba 40 GB modely (Photo a normální iPod classic) nahrazeny tenčí a levnější Photo verzí s pamětí 30 GB za 349 $ a další, ovšem již standardní iPod (bez barevného displeje) s pamětí 20 GB. Cena za 60 GB model byla snížena na 449 $ a za příslušenství jako dock, FireWire kabel nebo AV kabel se muselo připlatit – již nebyly standardní součástí balení.

#### iPod s barevným displejem
28. června 2005 byl iPod Photo sloučen s linií ostatních černobílých iPodu. 30 GB model byl vypuště, 20 GB model zůstal a dostal barevnou obrazovku. Cena 60 GB modelu se snížila na 399 $.

### 5. generace

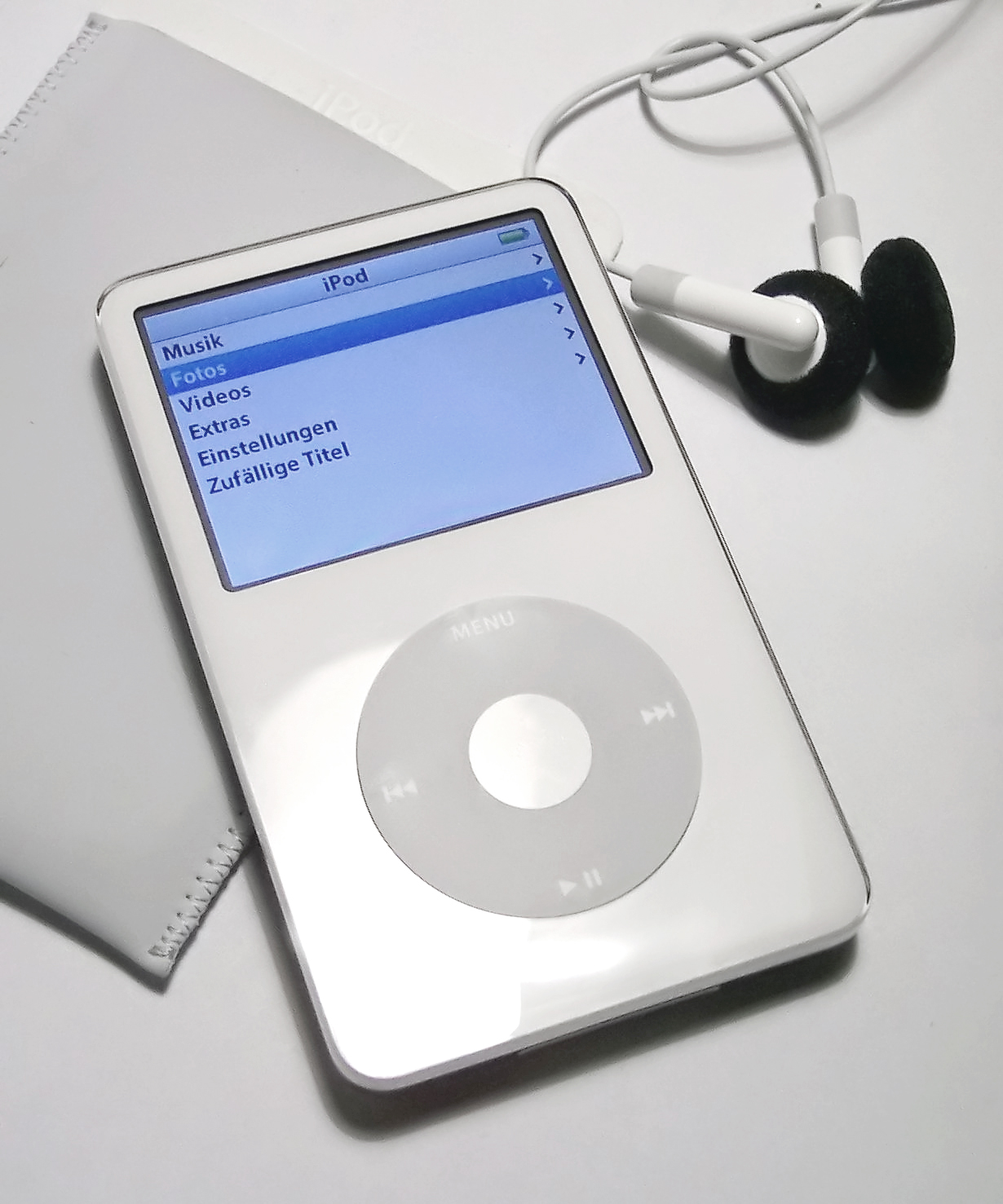
iPod classic 5 generace

12. října 2005 uvádí apple pátou verzi svého přehrávače, iPod classic 5th Generation, hned po uvedení iPodu nano. Pátá generace má 2.5 palcový displej s rozlišením 320x240 QVGA a menší Click Wheel. Tento iPod se stává prvním iPodem schopným přehrát video.
5 generace iPodu je také první generace, kde je k dispozici i jiná barevná verze než základní – byla přidána možnost mít iPod v černé barvě. Zařízení prošlo kompletní re-designem s jinými proporcemi. Plně rovný a plochý předek a naopak kulatější zadní část jsou nové designové znaky iPodu. 4-pinový speciální konektor pro připojení sluchátek s ovládáním zmizel zcela, částečně kvůli tomu, že způsoboval potíže při zpětné kompatibilitě s některými kusy příslušenství. 30 GB model byl nabízen za 299 $ a 60 GB model za 399 $. Pátá generace iPodu se také nabízela ve speciální edici U2 za 349 $ (30 GB). Tento model iPodu je poslední verzí, kde byl pro čelní stranu použit plastový kryt.
iPod byl schopen přehrát video MP4 (až do 2.5 Mbit/s) a H.264 (až do 768 kbit/s, baseline profile). Pozdější verze iPodu, Late 2006 dokonce umožňuje datový průtok videa o něco vyšší: MP4 (až do 2.5 Mbit/s) a H.264 (až do 1.5 Mbit/s, baseline profile). Videozáznamy jako např. TV seriály, podcasty, hudební videa a filmy mohly být zakoupeny na iTunes store nebo staženy z alternativních zdrojů a do iPodu importovány skrze iTunes software.

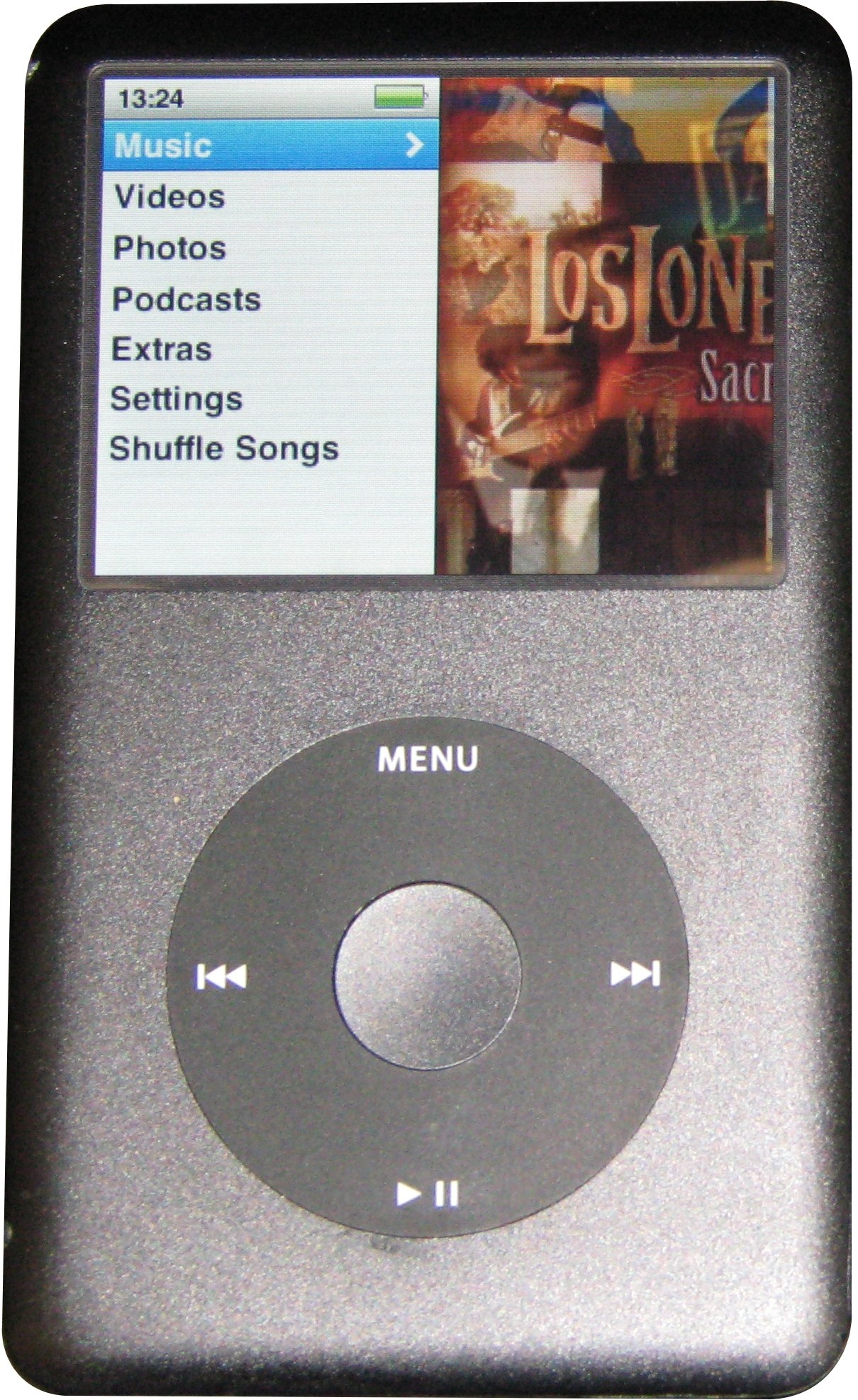
iPod classic 5. generace v černé barvě

Videa nebo slideshow mohla být z iPodu přehrávána rovnou na projektoru, monitoru nebo televizi s použitím Apple AV Video kabelu nebo přes 30pinový Dock konektor s portem S-video na druhé straně kabelu.Bylo to také možné (a často podomácku vyrobené) s použitím kabelu kde na jednom konci byly 3 Cinch zakončení a na druhém konci tříportový 3,5mm jack který dokázal přenášet obraz a zvuk do Cinch zakončení. Při tomto zapojení bylo ovšem nutné prohodit žlutý a červený Cinch.
iPod byl 12. září 2006 upgradován: byl přidán jasnější displej, delší přehrávání video souborů na jedno nabití, předělaný vzhled sluchátek a možnost textového vyhledávání obsahu přímo v iPodu. Nyní již také nebylo přibalováno CD se softwarem iTunes ale bylo nutné aby si ho uživatel sám stáhnul. 60 GB model byl nahrazen 80 GB. Cena byla snížena o 50 $ u obou verzí, 30 GB za 249 $ a 80 GB za 349 $.
V tomto čase byly také všechny iPody 5. Generace updatovány a byly jim přidány další funkce jako například přehrávání bez mezer a hluchých míst (při poslouchání velmi dlouhých skladeb se takové mezery mohly vyskytnout), dále byla přidána podpora pro hry uzpůsobené na ovládání Click Wheelem, tzv. iPod games.

### 6. generace

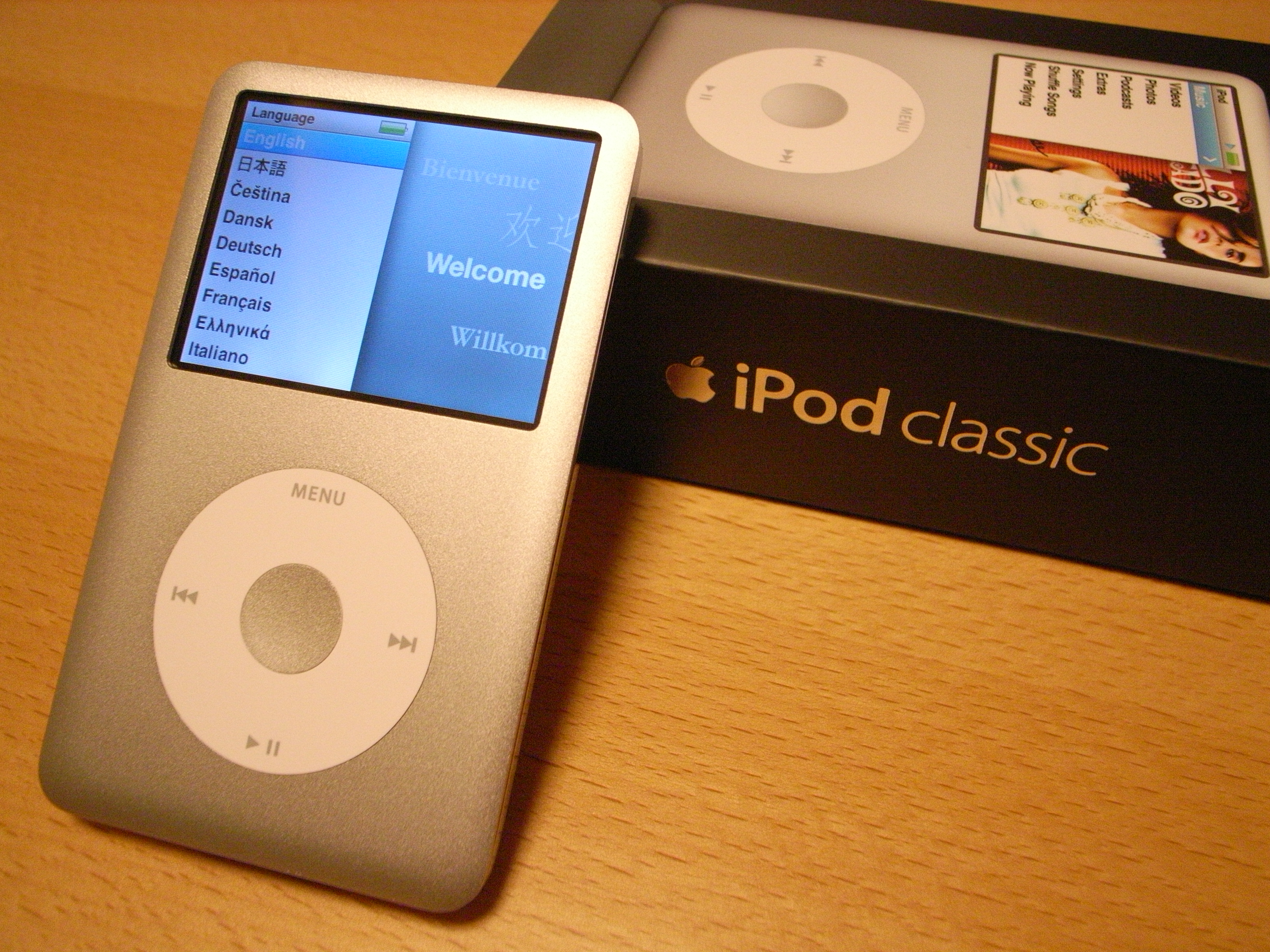
iPod classic 6. generace

5. září 2007 představuje Steve Jobs iPod 6. generace a přidává mu přídomek "Classic". Přichází s tenčím tělem a s dramaticky vylepšenou výdrží na baterii – 36 hodin přehrávání hudby a 6 hodin videa.  Displej byl stále velký 2,5 palce, rozlišení zůstává 320x240. Přední kryt iPodu je nyní vyroben z anodizovaného hlíníku místo plastu a typická bílá barva byla nahrazena stříbrnou – bylo to poprvé, co se iPod nedal pořídit v bílé barvě. 6. generace také přinesla předělané uživatelské rozhraní obsahující více grafiky a také efektní 3D procházení obaly alb Cover Flow. iPod byl prodáván za 249 $ 80 GB verze a 349 $ 160 GB verze.

### Revize
Během "Let´s Rock" festivalu 9. září 2008 byly oba modely (80 a 160 GB) nahrazeny jedním, 120 GB modelem prodávaným za 249 $. Tento iPod přichází s funkcí inteligentního výběru hudby Genius a také podporoval nahrávání audia (pouze s připojenými sluchátky s mikrofonem). Tyto softwarová vylepšení se nedostala formou updatu firmwaru na iPod 1. generace.
Před další akcí "It´s only Rock and Roll" o rok později, 9. září 2009, byla cena 120 GB modelu snížena na 229 $ a během samotné akce dokonce uvedena další "revize" iPodu classic – tentokrát opět s kapacitou 160 GB ovšem se stejně tenkým tělem jako 120 GB model (podařilo se zachovat harddisk o jedné plotně a přesto vyšší kapacitě). Tento 160 GB model se prodával za 249 $

### Zrušení
Apple Worldwide Developers Conference v roce 2013 nepřinesla žádný nový iPod který ovšem již ani nebyl od Applu očekáván. Produkce iPodu classic pokračovala dále, v menším objemu, aby Apple vyčerpal zásoby svých součástek a dílů k těmto zařízením.
iPod classic 6. generace se také stal častým cílem pro různá vylepšení fanouškovskou komunitou. Nejčastěji je zvyšována kapacita (i na 2000 GB) nebo montovány SSD disky pro zrychlení, zlehčení a zvýšení výdrže na baterii.
9. září 2014 Apple oficiálně ukončuje produktovou linii iPod classic. 6 generace iPodu classic 160 GB se tak stala posledním zařízením v řadě iPodů s Click Wheelem a 30pinovým konektorem. Je to také iPod s absolutně nejvyšší kapacitou. Podle Tima Cooka který se nechal slyšet na WSJD Live není možné dále vyrábět iPod classic protože součástky pro něj jsou již nedostupné a předesignování zařízení bylo neopodstatněné vzhledem k malému zájmu spotřebitelů.